# Romana (Sardinien)
Romana (sardisch: Rumana) ist eine italienische Gemeinde (comune) mit 476 Einwohnern (Stand 31. Dezember 2023) im Norden der Insel Sardinien in der Metropolitanstadt Sassari. Die Gemeinde liegt etwa 27 Kilometer südlich von Sassari am Riu Terme.

## Verkehr
Durch die Gemeinde führt die Strada Statale 292 Nord Occidentale Sarda von Alghero nach Oristano.

## Söhne und Töchter der Gemeinde
- Brancaleone Cugusi (1903–1942), Maler